# Asura's Wrath
Asura's Wrath (アスラズ ラース Asurazu Rāsu) é um jogo de ação desenvolvido em conjunto pela CyberConnect2 e a Capcom, e foi anunciado no evento Tokyo Game Show em 2010. O jogo foi desenvolvido para ser lançado no Japão, América do Norte e Europa para o Xbox 360 e o PlayStation 3. Foi lançado no dia 21 de fevereiro de 2012 na América do Norte e em 24 de Fevereiro de 2012 na Europa. De acordo com o produtor do jogo Kazuhiro Tsuchiya, " o jogo Asura's Wrath se inspirou nos elementos da mitologia Hindu-Budista combinando-os com a ficção científica". No jogo, Asura é um semideus lutando para recuperar a sua filha sequestrada pelas divindades, sendo ainda traído por seus companheiros e perdendo também todos os seus poderes divinos...